# Ramal de Rio Pomba
Der Ramal de Rio Pomba ist eine historische Bahnstrecke im Bundesstaat Minas Gerais in Brasilien.

## Geschichte
Der Ramal de Rio Pomba wurde am 1. Juli 1886 zum Verkehr freigegeben. Er verband die Orte Guarani, an der Linha de Três Rios-Caratinga mit dem Ort Pomba. Die Bahnstrecke wurde am 1. Mai 1965 stillgelegt.